# Juan José Landaeta
Juan José Landaeta (* 10. März 1780 in Caracas; † 16. Oktober 1814 in Valencia) war ein venezolanischer Komponist.

## Leben
Landaeta trat als Kind in die Musikschule des Padre Sojo ein, wo er Schüler von Juan Manuel Olivares war. Später wirkte er an verschiedenen Kirchen von Caracas als Violinist und Musikdirektor. Er gehörte 1810 zu den Revolutionären, die sich für die Unabhängigkeit Venezuelas von Spanien einsetzten. 1811 gründete er die Konzertgesellschaft Certamen de Música Vocal e Instrumental.
Nach dem Untergang der Ersten Republik kam er in Haft, aus der er durch die Eroberung von Caracas durch Simón Bolívar befreit wurde. Er schloss sich diesem an, geriet aber in die Hände von José Tomás Boves, der ihn hinrichten ließ.
1810 soll Landaeta die Melodie zu dem Lied Gloria al bravo pueblo (Ruhm sei dem tapferen Volke) von Vicente Salias (nach anderen Überlieferungen von Andrés Bello) komponiert haben, das 1881 von General Antonio Guzmán Blanco zur venezolanischen Nationalhymne erklärt wurde. Seine Urheberschaft ist allerdings umstritten, es kommt auch Lino Gallardo als Komponist in Frage.

## Werke
- Tantum ergo (1798), komponiert mit José Francisco Velásquez (Sohn)
- Benedictus (1799)
- Salve regina (1800)
- Benedictus y Pésame a la Virgen
- Gloria al Bravo Pueblo (1810)

| Personendaten    | Personendaten             |
| ---------------- | ------------------------- |
| NAME             | Landaeta, Juan José       |
| KURZBESCHREIBUNG | venezolanischer Komponist |
| GEBURTSDATUM     | 10. März 1780             |
| GEBURTSORT       | Caracas                   |
| STERBEDATUM      | 16. Oktober 1814          |
| STERBEORT        | Valencia, Venezuela       |